# Marcin Znaniecki
Marcin Jan Marian Znaniecki herbu Krzywda (ur. 10 kwietnia 1924 w Inowrocławiu, zm. 8 lipca 2013 w Mysłowicach) – polski ekonomista, doktor habilitowany nauk ekonomicznych, profesor Akademii Ekonomicznej im. Karola Adamieckiego w Katowicach i Wyższej Szkoły Bankowości i Finansów w Katowicach. Członek Polskiego Towarzystwa Ekonomicznego.

## Życiorys
Urodził się 10 kwietnia 1924 w Inowrocławiu w rodzinie Leona Znanieckiego herbu Krzywda (1892–1973) i Anny z domu Bieńkowskiej (1893–1975).
Był dyrektorem II Oddziału Narodowego Banku Polskiego (NBP) w Gliwicach, w latach 1961-1986. Na Akademii Ekonomicznej im. Karola Adamieckiego w Katowicach, piastował między innymi stanowiska kierownika Zakładu Bankowości w latach 1988–1993 oraz kierownika Katedry Finansów w latach 1988–1994.

## Odznaczenia
- Krzyż Kawalerski Orderu Odrodzenia Polski
- Złoty Krzyż Zasługi
- Srebrna odznaka „Zasłużony w rozwoju województwa katowickiego”
- Odznaka honorowa „Za Zasługi dla Finansów Publicznych Rzeczypospolitej Polskiej”